# Downs Cone
Der Downs Cone ist einer von mehreren kleinen Kegelbergen entlang der Südwestflanke des Toney Mountain im westantarktischen Marie-Byrd-Land. Er ragt 5 km westsüdwestlich des Boeger Peak auf.
Der United States Geological Survey kartierte ihn anhand eigener Vermessungen und Luftaufnahmen der United States Navy aus den Jahren von 1959 bis 1966. Das Advisory Committee on Antarctic Names benannte ihn 1976 nach Bill S. Downs, der von 1969 bis 1970 und von 1970 bis 1971 der Flugsicherung am Williams Field (McMurdo-Sund) und zuvor 1958 zur Winterbesetzung der Station Little America V angehört hatte.